# دانييل داني
دانييل داني (بالفرنسية: Daniel Daney)‏ (مواليد 11 ديسمبر 1905) هو ملاكم فرنسي، مثّل بلاده في الألعاب الأولمبية الصيفية 1924.

## روابط خارجية
دانييل داني على موقع بوكس ريك (الإنجليزية) (registration required)
- دانييل داني على موقع أوليمبيديا (الإنجليزية)